# Eva

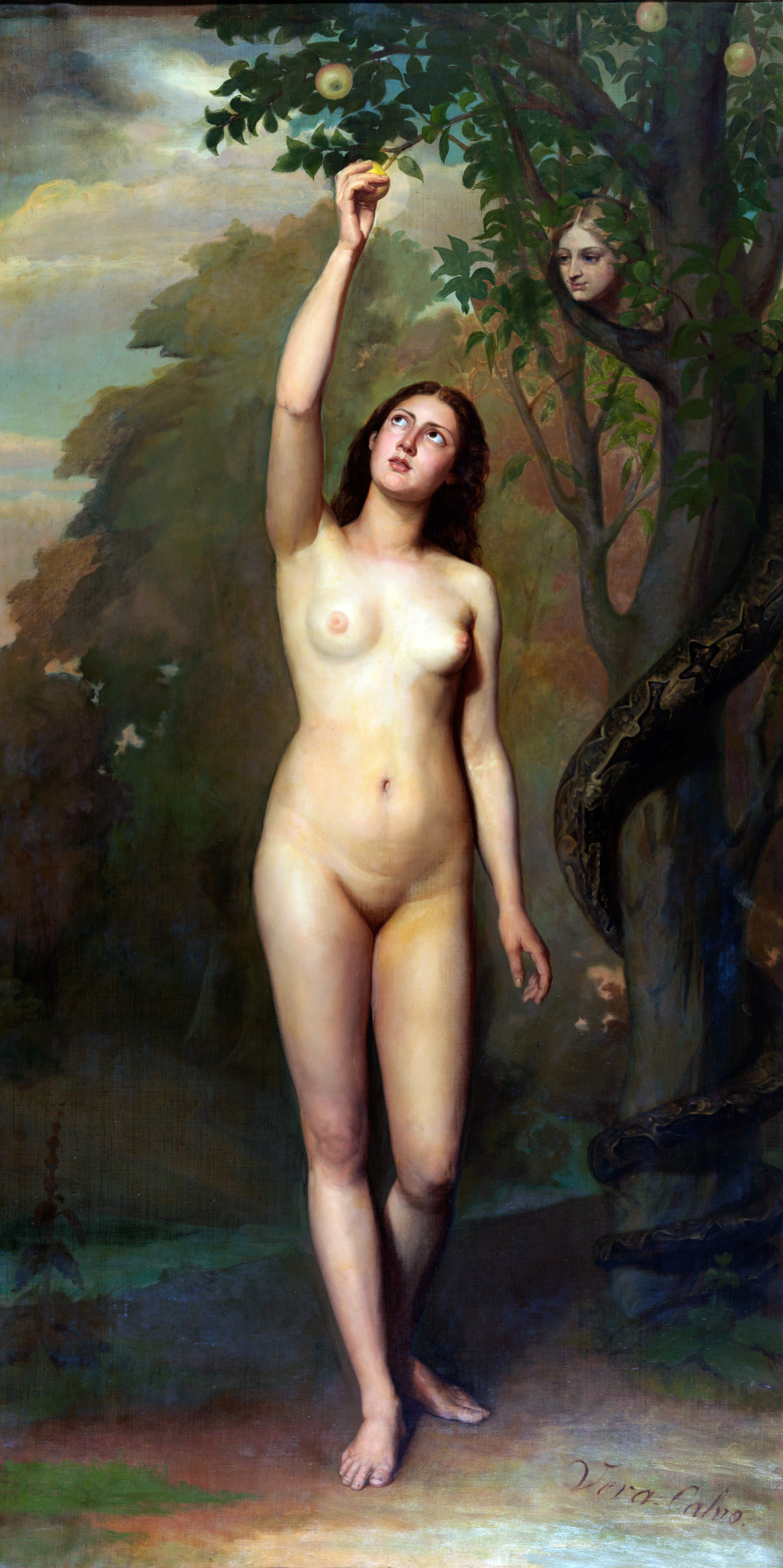
Eva, pintura de Juan Antonio Vera Calvo (1871), conservado en el Museo del Prado de Madrid.

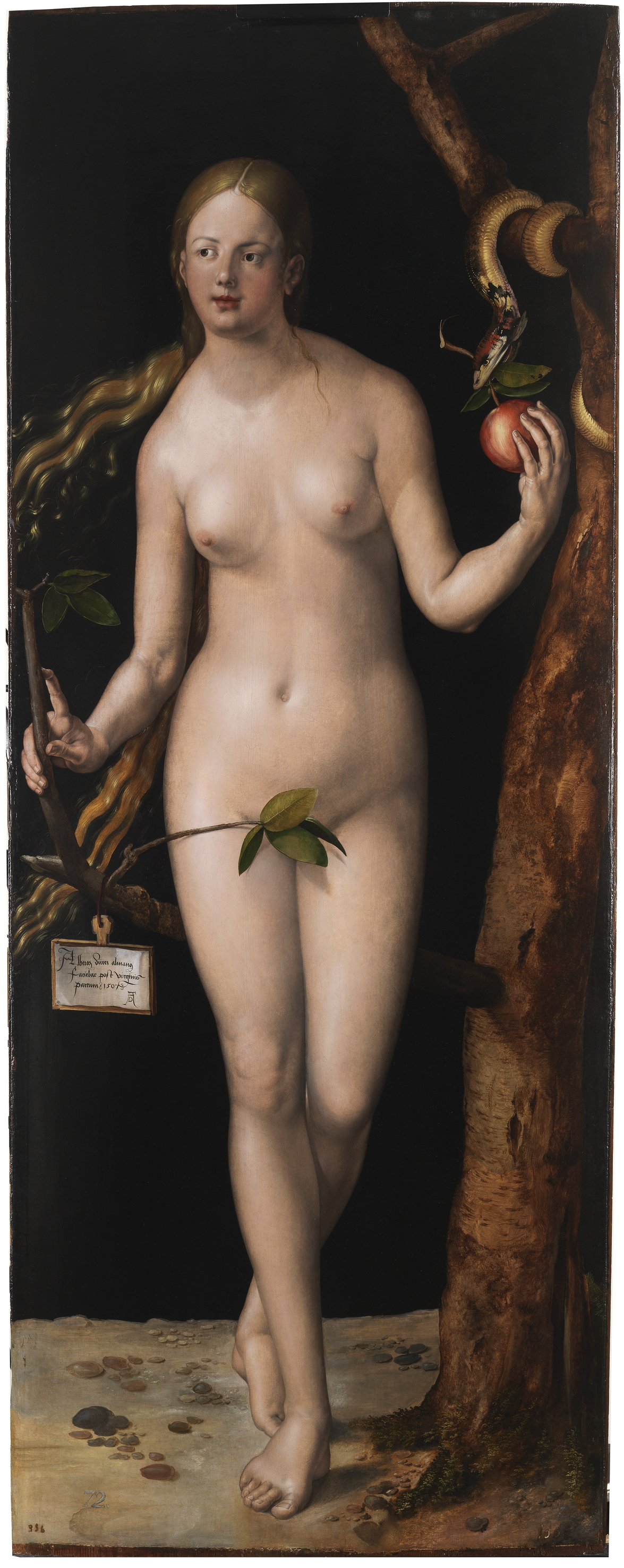
Eva de Alberto Durero.

Según las religiones abrahámicas, Eva (en hebreo:חוה Ḥava, en árabe: حَوَّاء Ḥawwā, en griego:Εὕα Eúa, en latín: Eva) es la primera mujer (y el segundo ser humano) que Dios creó sobre la Tierra con el objetivo de formar la primera pareja humana junto a Adán, el primer hombre.
Según el segundo capítulo del Génesis, Eva fue creada por Dios (Yahveh) tomándola de la costilla de Adán  (o a partir del costado de él, según la traducción que se aplique a la palabra original hebrea "צֵלָע" (tsela)), para así ser su compañera. Adán está encargado de cuidar el jardín antes de su creación; ella no está presente cuando Dios le ordena a Adán no comer la fruta prohibida, aunque está claro que ella estaba al tanto de la orden. Ella decide comer el fruto prohibido del árbol del conocimiento del bien y del mal después de escuchar el argumento de una Serpiente del Jardín del Edén referente a que el consumo de esta fruta realmente no la mataría, sino que le traería beneficios ocultos.  Eva una vez ya convencida comparte el fruto con Adán, y como consecuencia son expulsados del Jardín del Edén.
Las iglesias cristianas difieren en cómo ven la desobediencia de Adán y Eva a Dios (a menudo llamada la caída del hombre), y las consecuencias que esas acciones tuvieron en el resto de la humanidad. Las enseñanzas cristianas y judías a veces mantienen a Adán (el primer hombre) y Eva en un nivel diferente de responsabilidad por la "caída".
La Iglesia católica por antigua tradición reconoce a Eva como santa, junto a Adán, y el 24 de diciembre se ha celebrado la tradicional fiesta litúrgica de Santos Adán y Eva. desde la Edad Media en muchas naciones europeas, incluyendo Estonia, Alemania, Hungría, Lituania, y Escandinavia.

## Etimología
"Eva" en Hebreo es "ḥavvâ" y se cree más comúnmente que significa "el que vive" o "fuente de vida", ya que es fonéticamente similar a "ḥāyâ", "vivir", de la raíz Semíticas ḥyw.
Según la etimología bíblica, Adán llama a su mujer Eva, lo que el redactor termina; porque Sería la madre de todos los vivientes. Parece tomar las palabras (היה ser) y (חי vivo) para formar Eva (חוה Hava), el intercambio de "י" a "ו" es similar donde הוה se usa en el sentido de היה "ser/estar".
Havvâ ha sido comparada con la hurrita diosa Ḫepat, que aparecía en las cartas de Amarna como adorada en Jerusalén durante la Edad del Bronce tardía. Se ha sugerido que el nombre Ḫepat puede derivar de Kubau, una mujer que fue la primera gobernante de la Tercera Dinastía de Kish.
Se ha sugerido que el nombre hebreo Eva (חַוָּה) también tiene parecido con una palabra aramea para "serpiente" (Arameo antiguo חוה; Lenguas arameas חִוְיָא). El origen de esta hipótesis etimológica es el juego de palabras rabínico presente en Génesis Rabbah 20:11, utilizando la similitud entre Heb. Ḥawwāh y Aram. ḥiwyāʾ. A pesar de su uso ideológico rabínico, estudiosos como Julius Wellhausen y Theodor Nöldeke defendieron su relevancia etimológica.
Gerda Lerner  postula que la historia del nacimiento de Eva a partir de la costilla de Adán puede tener su origen en el mito mesopotámico de Enki y Ninhursag. En este mito, Enki come plantas venenosas que le provocan enfermedades. Su esposa, Ninhursag, crea entonces varias deidades para curar cada una de estas dolencias. Una de ellas, Ninti, está destinada a curar la costilla de Enki. El nombre de Ninti significa tanto "la señora de la costilla" como "la señora de la vida". Esta asociación de costilla y vida es similar a la que encontramos en Eva, cuyo nombre está ligado a la vida y que nació de una costilla.

## Eva en la Biblia
Su historia se encuentra en el libro de Génesis, desde el versículo 27 del capítulo 1 hasta el versículo 2 del capítulo 5.
Fue creada por Dios en el huerto del Edén como ayuda idónea de Adán, a partir de una costilla de este. Se interpreta como salida de una de sus ramas, o sea, una de sus descendientes, en la cual Yahvéh dividió la genética para que fueran ish e isha (varón y mujer), seres espirituales, con alma y con el poder del verbo. Su nombre, en hebreo, significa "madre de los vivientes" o "dadora de vida". En el libro de Génesis, se relata que Dios mandó a Adán y su esposa fructificar y multiplicarse, llenar la Tierra y gobernarla (Génesis 1:28). Se relata que también les mandó comer de todos los árboles del huerto, excepto del árbol de la ciencia del bien y del mal, el cual estaba junto al árbol de la vida (Génesis 2:16–17). Pero, leemos, que Eva fue engañada por la serpiente y vio "que el árbol era bueno para comer, y que era agradable a los ojos, y árbol codiciable para alcanzar la sabiduría", por lo que ella comió del fruto prohibido y dio a su pareja, el cual comió también. Como consecuencia, de acuerdo con la Biblia, Dios como castigo le dijo a Eva: "Aumentaré tus dolores cuando tengas hijos, y con dolor los darás a luz. Pero tu deseo te llevará a tu marido, y él tendrá autoridad sobre ti" (Génesis 3:16), que Adán debería trabajar para comer (Génesis 3:19) y que ambos morirían. 
Después Dios dijo: "El ser humano ha llegado a ser como uno de nosotros, pues tiene conocimiento del bien y del mal. No vaya a ser que extienda su mano y también tome del fruto del árbol de la vida, lo coma y viva para siempre" (Génesis 3:22). Por esa razón Adán y Eva fueron echados del jardín de Edén (Génesis 3:24).
En la Biblia encontramos que Eva fue madre (se mencionan Abel, Caín y Set, y en Génesis 5:4 se dice que Adán fue padre de otros hijos e hijas).
Igualmente cabe mencionar que en la mitología (o el folclore) judío fue producto de leyendas y una reinterpretación del Génesis; igualmente algunos  [¿quién?] postulan que en la historia del Génesis, Eva no fue la primera mujer, y que habría sido una figura legendaria llamada Lilith.

## La creación de Eva  a partir de Adán
Según la traducción  tradicional de la Biblia, a partir de traducciones 
en griego, Eva fue creada por Dios en el Jardin del Eden, a partir de una costilla de Adán. Sin embargo los textos originales en hebreo la palabra original hebrea "צֵלָע" (tsela)) significa igualmente costado o lado, y es este el significado que es utilizado generalmente por los hebreos para describir este pasaje; por lo que Eva habría sido formada a partir del costado (o un lado) de Adán, lo que lleva a su vez a una interpretación de igualdad entre ambos (a diferencia de la interpretación del origen a través de la costilla); al ser Eva una parte equivalente de Adán y no una porción pequeña de este. 
Destaca igualmente En Génesis 1:27 Reina-Valera, creó Dios al hombre (al ser humano) a su imagen, a imagen de Dios lo creó; varón y hembra los creó, esta última interpretada por  algunos como quizás una descripción relacionada con el personaje Lilit del folclore judío. Pero igualmente otras interpretaciones (como la dada en la Kabala judía) definen esta primera creación, como la creación de las alma(s) de ambos (separadas o como una sola) antes de llegar y/o ser creados en el jardín del Edén con su cuerpo material.

## Visiones religiosas

### Judaísmo

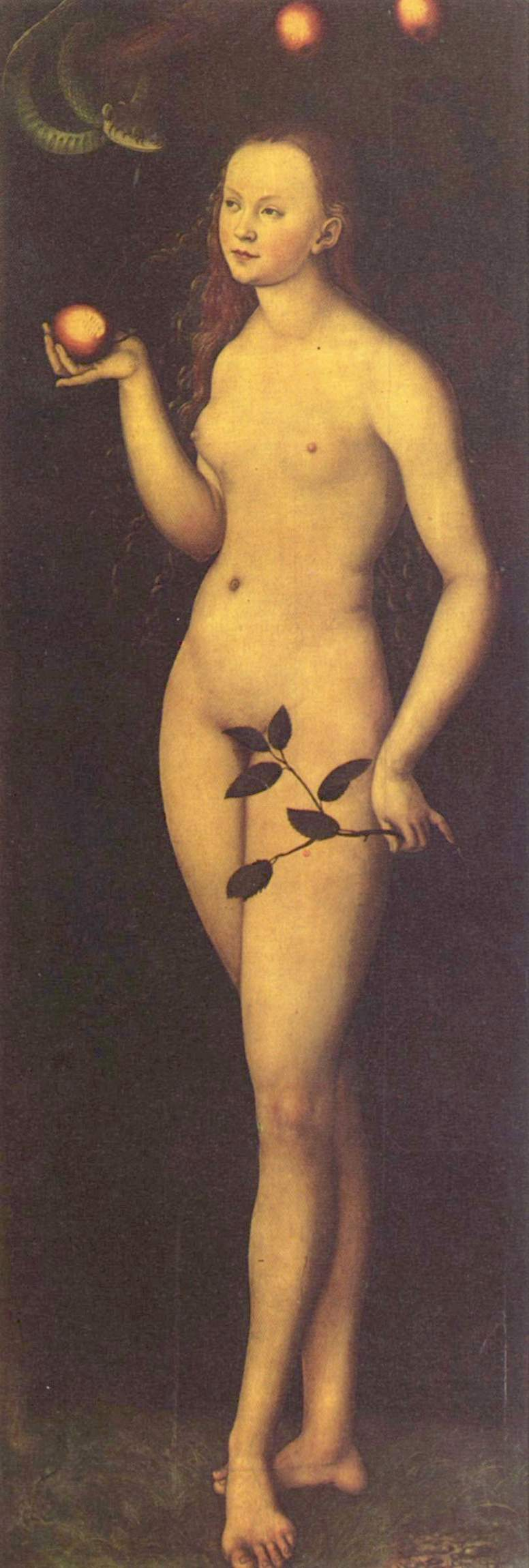
Eva de Lucas Cranach el Viejo (1528)

En el primer relato de la creación (Elohim) dice "varón y hembra los creó [Elohim]" (Génesis 1:27), lo que se ha interpretado como que el hombre y la mujer fueron creados simultáneamente. Mientras que el segundo relato de la creación afirma que YHWH creó a Eva a partir de la costilla de Adán, porque estaba solo en el Jardín 
del Edén (Génesis 2:18 ss.). Así, para resolver esta aparente discrepancia, algunos rabinos medievales sugirieron que la Eva del segundo relato, y la mujer del relato de Elohim, eran dos individuos distintos: Eva y Lilith, o bien representa a la creación de Eva y Adán antes de poseer un cuerpo material para habitar el Jardín del Edén.
La creación de Eva, según Rabí Joshua, es que: "Dios deliberó de qué miembro crearía a la mujer, y razonó consigo mismo así: No debo crearla a partir de la cabeza de Adán, porque sería una persona orgullosa y llevaría la cabeza bien alta. Si la creo a partir del ojo, entonces deseará husmear en todas las cosas; si a partir del oído, deseará escuchar todas las cosas; si a partir de la boca, hablará mucho; si a partir del corazón, envidiará a la gente; si a partir de la mano, deseará tomar todas las cosas; si a partir de los pies, será una juguetona. Por lo tanto, la crearé a partir del miembro que está oculto, es decir, la costilla, que ni siquiera se ve cuando el hombre está desnudo.".
Según el Midrash del Génesis Rabba y otras fuentes posteriores, o bien Caín tenía una hermana gemela, y Abel tenía dos hermanas gemelas, o bien Caín tenía una hermana gemela llamada Lebuda, y Abel una hermana gemela llamada Qelimath. La creencia judía tradicional es que Eva está enterrada en la Cueva de Macpela.
Midrash Rabbah Génesis VIII:1 interpreta "varón y hembra los creó" en el sentido de que Dios creó originalmente a Adán como hermafrodita. De este modo, adam era corporal y espiritualmente hombre y mujer. Más tarde, Dios decide que "no es bueno que adam esté solo", y crea los seres separados, Adán y Eva. Esto promueve la idea de dos personas que se unen para lograr la unión de los dos espíritus separados.

La literatura rabínica primitiva contiene también tradiciones que retratan a Eva de forma menos positiva. Según Génesis Rabbah 18:4, Adán se da cuenta rápidamente de que Eva está destinada a entablar constantes peleas con él. La primera mujer también se convierte en objeto de acusaciones atribuidas al rabino Josué de Siknin, según el cual Eva, a pesar de los esfuerzos divinos, resultó ser "hinchada de cabeza, coqueta, fisgona, chismosa, propensa a los celos, ligera de dedos y payasa" (ibíd. 18:2). Un conjunto similar de acusaciones aparece en Génesis Rabbah 17:8, según el cual la creación de Eva a partir de la costilla de Adán y no de la tierra la hace inferior a Adán y nunca satisfecha con nada. Por último, los males más graves atribuidos a Eva aparecen en Génesis Rabá 17:8:
¿Por qué sale el hombre con la cabeza descubierta mientras que la mujer sale con la cabeza cubierta? Ella es como quien ha hecho mal y se avergüenza de la gente; por eso sale con la cabeza cubierta. ¿Por qué [las mujeres] caminan delante del cadáver [en un funeral]? Porque ellas trajeron la muerte al mundo, por eso caminan delante del cadáver, [como está escrito]: "Porque él es llevado a la tumba... y todos los hombres van tras él, como hubo innumerables antes de él" (Job 21:32s). ¿Y por qué le fue dado el precepto de la menstruación (nidah)? Porque ella derramó la sangre de Adán [causando la muerte], por eso le fue dado el precepto de la menstruación. ¿Y por qué le fue dado el precepto de la "masa" (ḥalah)? Porque ella corrompió a Adán, que era la masa del mundo, por eso le fue dado el precepto de la masa. ¿Y por qué le fue dado el precepto de las luces del Sabbat (nerot shabat)? Porque ella extinguió el alma de Adán, por eso le fue dado el precepto de las luces del Sabbath.
Además de esto, la literatura rabínica temprana contiene numerosas instancias en las que Eva es acusada de varias transgresiones sexuales. En Génesis 3:16 se le dice que "tu deseo será para tu marido", y los rabinos la acusan de tener un deseo sexual excesivo (Génesis Rabbah 20:7) y de seducir constantemente a Adán (ibíd. 23:5). Sin embargo, en términos de popularidad textual y difusión, el motivo de Eva copulando con la serpiente primigenia tiene prioridad sobre sus otras transgresiones sexuales. A pesar de lo inquietantemente pintoresco de este relato, se transmite en numerosos lugares: Génesis Rabá 18:6, Sotah 9b, Shabat 145b-146a y 196a, Yevamot 103b y 'Avodah zarah 22b.

### Cristianismo
Algunos  Primeros Padres de la Iglesia interpretaron 2Cor.11:3 y 1Tim.2:13-14 que el Apóstol Pablo promovía el silencio y la sumisión de las mujeres debido al engaño de Eva por la serpiente, su tentación a Adán de comer la fruta fatal, y su transgresión al comer ella misma de la fruta.
Tertuliano dijo a sus oyentes femeninas, a principios del siglo II, que ellas "son la puerta del diablo", y continuó explicando que todas las mujeres son responsables de la muerte de Cristo: "A causa de vuestra desierto -es decir, de la muerte-, incluso el Hijo de Dios tuvo que morir." San Agustín, en sus excursos sobre la narración de la caída en el Génesis, que condujo a la doctrina católica del pecado original, culpó a Adán del pecado y no a Eva.  Su razonamiento era que, dado que el pecado reside en el alma y no en el cuerpo y dado que entendía que la relación sexual reproductiva comprendía una contribución material (corporal) de la mujer y una contribución espiritual (alma) del varón, el pecado original no podía basarse en las transgresiones de Eva. Más bien, su pecado era perdonable, porque fue engañada por la serpiente, y carecía de consecuencias para la historia de la humanidad, porque no podía transmitir el pecado a sus descendientes. Adán, en cambio, tenía pleno conocimiento de su pecado y, por lujuria, eligió una vida de pecado con la mujer en lugar de una vida con Dios. Esta enseñanza agustiniana tiene también sus raíces en Pablo: "el pecado entró en el mundo por un solo hombre" (Rom 5,12). Gregorio de Tours informó que en el Tercer Concilio de Mâcon (585 CE), al que asistieron 43 obispos, un obispo sostuvo que la mujer no podía ser incluida bajo el término hombre, ya que era responsable del pecado de Adán, y tenía un alma deficiente. Sin embargo, su caso fue rechazado y no insistió más en la cuestión.
Eva, en el arte cristiano, suele representarse como la tentadora de Adán, y a menudo durante el Renacimiento se representa a la serpiente del jardín con un rostro de mujer idéntico al de Eva. También se la comparó con el mito grecorromano de Pandora, responsable de traer el mal al mundo.
Algunos cristianos afirman que la monogamia está implícita en la historia de Adán y Eva, ya que se crea una mujer para un hombre. El hecho de que Eva fuera apartada de su lado implica no sólo su papel secundario en el estado conyugal (1 Corintios 11:9), sino que también subraya la íntima unión entre marido y mujer, y la dependencia de ella respecto a él.
En el cristianismo convencional, Eva es una prefiguración de María, madre de Jesús, a quien a veces también se llama "la Segunda Eva".

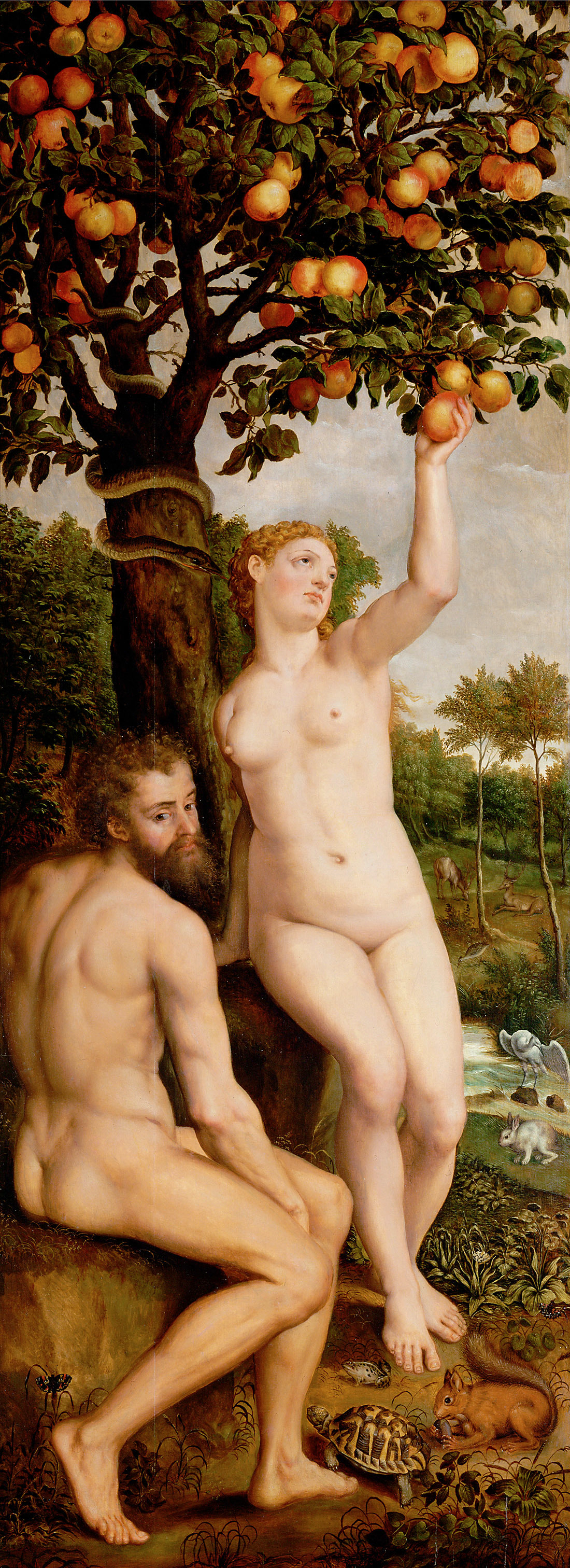
Pecado original, por Michiel Coxie
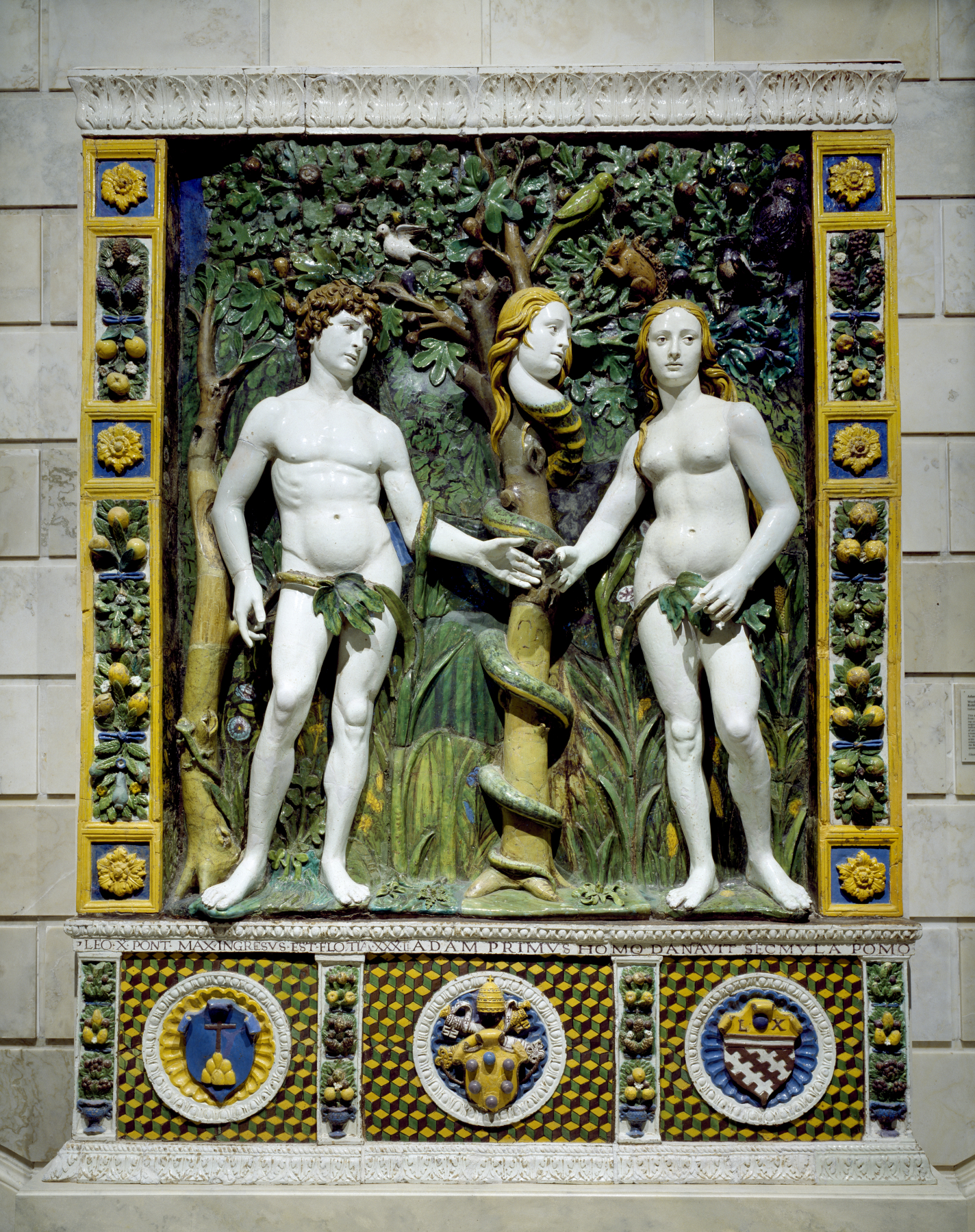
La serpiente de esta obra, del Taller de Giovanni della Robbia, tiene un rostro de mujer que recuerda al de Eva.
Eva en el paraíso. Icono armenio, 1305. Biblioteca Bodleiana.

## Relación entre la Eva del  génesis y la mitología sumeria
Del mismo modo que sucede con la historia bíblica del Diluvio universal, y la historia de Gilgamesh de la Mitología sumeria, se pueden encontrar un paralelismo con la historia de Eva. Según la mitología sumeria, la diosa Ki creó con la costilla del dios Enki una diosa llamada Nin-ti (mujer de la costilla). En otro mito, el dios Enki descubrió igualmente que los humanos tenían un comportamiento inadecuado, y por ello los expulsó del paraíso sumerio.
Según el libro "The sumerians, their history, culture and character"Kramer, Samuel Noha (1963). «4».  En University of Chicago, ed. The Sumerians, their history, culture and character (en inglés). pp. 149. ISBN 0-226-45237-9., sobre la creación de Eva, explica cómo en el poema sumerio "Enki y Ninhursag", el dios Enki sufría de ocho males, para lo que la diosa Ninhursag daría a luz ocho diosas, una por cada mal o enfermedad.
Uno de los órganos enfermos del dios Enki era una costilla, que en sumerio se puede identificar como "Ti" y que también puede significar "dar vida", y "Nin" en sumerio significa mujer, por lo que Nin-Ti se puede leer tanto como "la mujer de la costilla" como "la mujer que da vida".
Entonces tomando la segunda definición "la mujer que da vida", Eva en hebreo significa "quien da vida" y, a la vez, la parte del cuerpo que se definió para la creación de Eva fue una costilla.

## Onomástica
La fiesta litúrgica de San Adán y Santa Eva se conmemora el 24 de diciembre.

## Término: Eva mitocondrial
A partir del relato bíblico , se tomo la inspiración en genética humana, para describir a la Eva mitocondrial; la cual sería el ancestro femenino que poseía las mitocondrias del cual descienden todas las mitocondrias de la población humana actual. Por ello, Eva mitocondrial correspondería a un único antepasado femenino de la que converge toda la población actual de Homo sapiens (seres humanos).
Sabemos de esta Eva Mitocondrial a través de las mitocondrias (un orgánulo celular) que sólo se pasan de la madre a la prole. Cada mitocondria contiene ADN mitocondrial, y la comparación de las secuencias de este ADN revela una filogenia molecular. El ancestro común homólogo más cercano por vía paterna ha sido apodado Adán cromosomal-Y. Es muy importante aclarar que no vivió en la misma época que la Eva mitocondrial. Por el contrario, su existencia fue por lo menos alrededor de 70 000 años más reciente y, por supuesto, no fue su pareja.